# گمینا لوبینگ کویاوسکی
گمینا لوبینگ کویاوسکی (به لهستانی:  Gmina Lubień Kujawski) یک گمینا در لهستان است که در شهرستان ووتس‌واوک واقع شده‌است. گمینا لوبینگ کویاوسکی ۱۵۰٫۲۱ کیلومتر مربع مساحت و ۷٬۵۱۴ نفر جمعیت دارد.